# Раул Мейреліш
Рау́л Жозе́ Тринда́ді Мейре́ліш (порт. Raúl José Trindade Meireles, нар. 17 березня 1983, Порту, Португалія) — колишній португальський футболіст, півзахисник, відомий виступами за декілька португальських і англійських команд, а також турецький «Фенербахче». Був гравцем національної збірної Португалії.

## Клубна кар'єра

### «Порту»
«Порту» придбав Мейреліша в 2004 році, після досягненні того, як він засвітився в «Боавішті»
У Лізі Чемпіонів УЄФА 2006–2007 Мейреліш забив ефектний гол у ворота лондонського «Челсі», зробивши рахунок 1:1 на Драгау, але португальський клуб поступився за сумою двох матчів з рахунком 3-2. У цьому ж сезоні, 25 серпня 2007, у другому колі чемпіонату, Мейреліш забив переможний м'яч у ворота найпринциповішого суперника — лісабонського «Спортінга».

### «Ліверпуль»

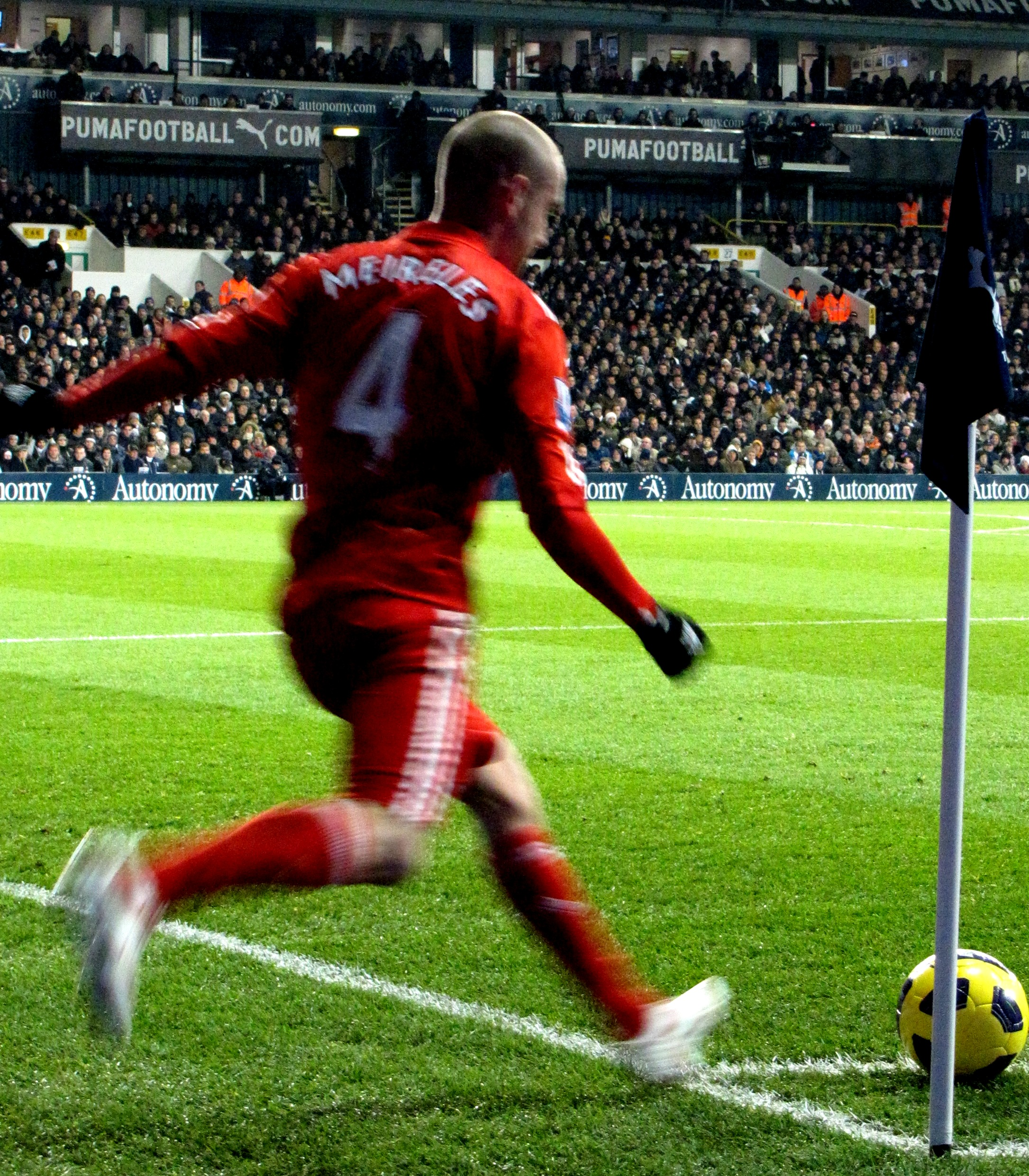
Раул Мейреліш у Ліверпулі

29 серпня 2010, Раул Мейреліш переїхав до Ліверпуля за 11,5 фунтів стерлінгів, де отримав номер 4, який звільнився після того, як Альберто Аквілані був відданий у оренду до «Ювентуса». Португалець був придбаний з погляду на те, що Хав'єр Маскерано перейшов до «Барселони».
Дебютував у англійському чемпіонаті, вийшовши на заміну 12 вересня 2010 у матчі проти «Бірмінгем Сіті», який завершився нічиєю 1-1. Чотирма днями пізніше дебютував у Лізі Європи УЄФА у матчі на Енфілді проти Стяуа, який завершився перемогою «червоних» 4-1.
Перший свій гол у формі Ліверпуля забив 16 січня 2011 у ворота «Евертона» в першій грі з новим наставником Кенні Далглішем, який закінчився нічиєю 2-2. Другий гол забив шістьма днями пізніше дуже сильним ударом у ворота «Вулверхемптона», який мерсісайдці виграли з рахунком 3-0. У тому матчі відзначився гольовою передачею на Фернандо Торреса. Свій третій м'яч забив 2 лютого 2011 у домашньому матчі над «Сток Сіті», який завершився з рахунком 2-0. 6 лютого Раул забив вирішальний м'яч у ворота «Челсі» на Стемфорд Брідж. 12 лютого Мейреліш забив гол у домашньому матчі проти «Вігана», який закінчився внічию .

### Подальша кар'єра
31 серпня 2011 року Мейреліш підписав чотирирічний контракт з лондонським «Челсі».
Проте вже за рік, 3 вересня 2012 року відбувся перехід Мейреліша до турецького «Фенербахче», який сплатив за нього 8 мільйонів фунтів. У стамбульському клубі португалець провів наступні чотири роки, після чого його контракт завершився і він отримав статус вільного агента.

## Кар'єра у збірній
Мейрелеш дебютував за збірну Португалії в 2006 році і був учасником до Євро-2008. Відзначився м'ячем у ворота збірної Туреччини 7 червня 2008, який піренейці виграли з рахунком 2-0.
У відборі до Чемпіонату світу 2010 Мейреліш забив єдиний гол у Зеніці у грі проти збірної Боснії та Герцеговини. На самому ж чемпіонаті Мейреліш відзначився також одним м'ячем у ворота збірної Північної Кореї, яким став першим у розгромі азіатів з рахунком 7-0.

### Голи за збірну
| Номер | Дата              | Місце зустрічі                             | Суперник             | Гол | Результат | Змагання             |
| ----- | ----------------- | ------------------------------------------ | -------------------- | --- | --------- | -------------------- |
| 1     | 7 червня 2008     | Стад де Женев, Женева, Швейцарія           | Туреччина            | 2-0 | 2-0       | Євро 2008            |
| 2     | 12 серпня 2009    | Стадіон Рейнпарк, Вадуц, Ліхтенштейн       | Ліхтенштейн          | 0-2 | 0-3       | Товариський матч     |
| 3     | 18 листопада 2009 | Біліно Поле, Зеніца, Боснія і Герцеговина  | Боснія і Герцеговина | 0-1 | 0-1       | Відбір на ЧС-2010    |
| 4     | 1 червня 2010     | Комплексо Деспортіво, Ковільян, Португалія | Камерун              | 1-0 | 3-1       | Товариський матч     |
| 5     | 1 червня 2010     | Комплексо Деспортіво, Ковільян, Португалія | Камерун              | 2-0 | 3-1       | Товариський матч     |
| 6     | 21 червня 2010    | Кейптаун Стедіум, Кейптаун, ПАР            | Північна Корея       | 1-0 | 7-0       | Чемпіонат світу 2010 |
| 7     | 3 вересня 2010    | Афонсо Енрікеш, Гімарайш, Португалія       | Кіпр                 | 2-2 | 4-4       | Відбір до Євро-2012  |
| 8     | 12 жовтня 2010    | Лаугардалсвьоллур, Рейк'явік, Ісландія     | Ісландія             | 1-2 | 1-3       | Відбір до Євро-2012  |

## Клубна статистика
| Клуб                             | Ліга           | Сезон   | Ліга  | Ліга | Кубок | Кубок | Кубок Ліги | Кубок Ліги | Клубні європейські змагання | Клубні європейські змагання | Total | Total |
| Клуб                             | Ліга           | Сезон   | Поява | Голи | Поява | Голи  | Поява      | Голи       | Поява                       | Голи                        | Поява | Голи  |
| -------------------------------- | -------------- | ------- | ----- | ---- | ----- | ----- | ---------- | ---------- | --------------------------- | --------------------------- | ----- | ----- |
| Авеш                             | Сегунда-Ліга   | 2001-02 | 16    | 0    | 0     | 0     | -          | -          | 0                           | 0                           | 16    | 0     |
| Авеш                             | Сегунда-Ліга   | 2002-03 | 26    | 1    | 0     | 0     | -          | -          | 0                           | 0                           | 26    | 1     |
| Авеш                             | Сегунда-Ліга   | Total   | 42    | 1    | 0     | 0     | -          | -          | 0                           | 0                           | 42    | 1     |
| Боавішта                         | Прімейра-Ліга  | 2003-04 | 29    | 0    | 0     | 0     | -          | -          | 0                           | 0                           | 29    | 0     |
| Боавішта                         | Прімейра-Ліга  | Total   | 29    | 0    | 0     | 0     | -          | -          | 0                           | 0                           | 29    | 0     |
| Порту                            | Прімейра-Ліга] | 2004-05 | 13    | 0    | 0     | 0     | -          | -          | 1                           | 0                           | 14    | 0     |
| Порту                            | Прімейра-Ліга] | 2005-06 | 18    | 2    | 3     | 0     | -          | -          | 1                           | 0                           | 22    | 2     |
| Порту                            | Прімейра-Ліга] | 2006-07 | 25    | 3    | 2     | 0     | -          | -          | 7                           | 1                           | 34    | 4     |
| Порту                            | Прімейра-Ліга] | 2007-08 | 28    | 4    | 4     | 0     | 0          | 0          | 8                           | 0                           | 40    | 4     |
| Порту                            | Прімейра-Ліга] | 2008-09 | 28    | 4    | 4     | 1     | 0          | 0          | 10                          | 0                           | 42    | 5     |
| Порту                            | Прімейра-Ліга] | 2009-10 | 26    | 2    | 5     | 2     | 1          | 0          | 8                           | 0                           | 40    | 4     |
| Порту                            | Прімейра-Ліга] | Total   | 138   | 15   | 18    | 3     | 1          | 0          | 35                          | 1                           | 192   | 19    |
| Ліверпуль                        | Прем'єр-Ліга   | 2010-11 | 21    | 3    | 1     | 0     | 0          | 0          | 3                           | 0                           | 25    | 3     |
| Ліверпуль                        | Прем'єр-Ліга   | Total   | 21    | 3    | 1     | 0     | 0          | 0          | 3                           | 0                           | 25    | 3     |
| Останнє оновлення: 22 січня 2011 |                |         |       |      |       |       |            |            |                             |                             |       |       |

## Нагороди та досягнення
«Порту»
- Чемпіон Португалії: 2005-06, 2006-07, 2007-08, 2008-09
- Володар Кубка Португалії: 2005-06, 2008-09, 2009-10
- Володар Суперкубка Португалії: 2006, 2009, 2010

«Ліверпуль»
- Standard Chartered гравець місяця в Ліверпулі: листопад 2010

«Челсі»
- Володар кубка Англії: 2011-12
- Переможець Ліги чемпіонів: 2011-12

«Фенербахче»
- Чемпіон Туреччини: 2013-14
- Володар Кубка Туреччини: 2012-13
- Володар Суперкубка Туреччини: 2014

### Збірна
- Чемпіон Європи (U-16): 2000